# Voitsberg (huyện)
Bezirk Voitsberg là một huyện của bang của Styria ở Áo.

## Các đô thị
Các khu ngoại vi, làng và các đơn vị khác của một đô thị được hiển thị bằngchữ nhỏ.
- Bärnbach
  - Hochtregist
- Edelschrott
  - Kreuzberg
- Gallmannsegg
  - Hadergasse
- Geistthal
  - Eggartsberg, Kleinalpe, Sonnleiten
- Gößnitz
  - Hochgößnitz, Niedergößnitz
- Graden
- Hirschegg
  - Hirschegg-Piber-Sonnseite, Hirschegg-Piber-Winkel, Hirschegg-Rein
- Kainach bei Voitsberg
  - Breitenbach, Oswaldgraben
- Köflach
  - Gradenberg, Piber, Pichling bei Köflach, Puchbach
- Kohlschwarz
  - Hemmerberg
- Krottendorf-Gaisfeld
  - Gasselberg, Gaisfeld, Kleingaisfeld, Krottendorf bei Ligist, Muggauberg
- Ligist
  - Dietenberg, Grabenwarth, Ligistberg, Ligist Markt, Oberwald, Steinberg, Unterwald
- Maria Lankowitz
  - Kemetberg, Kirchberg
- Modriach
- Mooskirchen
  - Bubendorf, Fluttendorf, Gießenberg, Kniezenberg, Neudorf bei Mooskirchen, Rauchegg, Rubmannsberg, Stögersdorf
- Pack
- Piberegg
  - Piberegg Rollsiedlung
- Rosental an der Kainach
- Salla
- Sankt Johann-Köppling
  - Hallersdorf, Hausdorf, Köppling, Moosing, Muggauberg, Neudorf bei Sankt Johann ob Hohenburg, Sankt Johann ob Hohenburg
- Sankt Martin am Wöllmißberg
  - Großwöllmiß, Kleinwöllmiß
- Söding
  - Großsöding, Kleinsöding, Pichling bei Mooskirchen
- Södingberg
- Stallhofen
  - Aichegg, Bernau in der Steiermark, Hausdorf, Kalchberg, Muggauberg, Raßberg
- Voitsberg

| sửa | Thành phố và huyện (Bezirke) của Steiermark | Flag of Austria |
| \| \| Graz Bruck-Mürzzuschlag \\| Deutschlandsberg \\| Graz-Umgebung \\| Hartberg-Fürstenfeld \\| Leibnitz \\| Leoben \\| Liezen \\| Murau \\| Murtal \\| Südoststeiermark \\| Voitsberg \\| Weiz \| | |                 |
| Styria map | Graz Bruck-Mürzzuschlag \| Deutschlandsberg \| Graz-Umgebung \| Hartberg-Fürstenfeld \| Leibnitz \| Leoben \| Liezen \| Murau \| Murtal \| Südoststeiermark \| Voitsberg \| Weiz |                 |